# Hryhoriy Taran
Hryhoriy Taran (né le 16 juin 1937) est un athlète ukrainien, spécialiste du 3 000 m steeple. 

## Biographie
Le 28 mai 1961, à Kiev, sous les couleurs de l'URSS, il établit un nouveau record du monde du 3 000 m steeple en 8 min 31 s 2, améliorant de deux dixièmes de seconde l'ancienne meilleure marque mondiale du Polonais Zdzisław Krzyszkowiak.

## Records
| Épreuve         | Performance  | Lieu | Date        |
| --------------- | ------------ | ---- | ----------- |
| 3 000 m steeple | 8 min 31 s 2 | Kiev | 28 mai 1961 |